# Podagrion idomena
Podagrion idomena is een vliesvleugelig insect uit de familie Torymidae. De wetenschappelijke naam is voor het eerst geldig gepubliceerd in 1850 door Walker.